# Fahrudin Radončić
Fahrudin Radončić, né le 24 mai 1957, est un homme politique bosnien,,.